# Elater splendens
Elater splendens is een keversoort uit de familie kniptorren (Elateridae). De wetenschappelijke naam van de soort werd voor het eerst geldig gepubliceerd in 1974 door Elena Gurjeva.